# Тавернайс, Сабрина
Сабрина Тавернайс (англ. Sabrina Tavernise; род. 24 февраля 1971 года, Хартфорд, США) — американская журналистка, автор The New York Times, в прошлом — репортёр Times в России, Ираке, Ливане, Пакистане, Турции.

## Биография
Выросла в Гранвилле (на западе штата Массачусетс), училась в средней школе Вестфилд (англ. Westfield High School) и в 1993 году получила степень бакалавра русистики в Барнард-колледже в Нью-Йорке.
В 1995 году переехала в Магадан, где помогала управлять бизнес-тренинговым центром, финансируемым Агентством США по международному развитию.
С 1997 по 1999 год работала в Bloomberg News в Москве. До 2000 года была независимым иностранным корреспондентом в России, печаталась в таких изданиях как BusinessWeek. С 2000 года 10 лет работала иностранным корреспондентом The Times в России, Ираке и Пакистане, а также в Турции, где она была главой Стамбульского бюро. С 2003 по 2007 год в Ираке освещала жизнь простых иракцев, писала о жертвах среди гражданского населения, а в 2005 году стала одной из первых, кто писал о сектантских чистках.
В 2003 году удостоена премии Курта Шорка за «глубокий и человеческий взгляд в освещении России» (англ. «her depth and human insight in covering Russia»).
По состоянию на 2020 год живёт в Вашингтоне, работает и пишет статьи о демографии для The New York Times, ведущий автор раздела «The Times on the Census», посвящённого демографическим сдвигам в США.